# Новострілищанський район
Колишній район Дрогобицької області, центром якого було смт. Нові Стрілища.

## Історія
Новострілищанський район було утворено після того, як Політбюро ЦК КП(б)У обговорило питання про районний поділ новоствореної Дрогобицької області, зокрема утворення району із центром у смт. Нові Стрілища. За рішенням Президії Верховної Ради УРСР 17 січня 1940 р. із трьох ґмін Бібрського повіту (Нові Стрілиська, Острів і Соколівка) утворений Новострілищанський район.  
Однак перша радянська окупація на території району тривала недовго — 3 липня 1941 року внаслідок німецького наступу радянські війська залишили територію району і він припинив своє функціонування.
Район було відновлено після того, як до нього повернулись радянські війська — це сталось 26 липня 1944 року.
Однак у березні 1959 року район було остаточно ліквідовано, а його територія увійшла до складу Ходорівського району.

## Новострілищанський райком КП(б)У
Одразу із встановленням радянської влади на території району почалось формування комуністичних структур. Зокрема у січні 1940 року було створено Новострілищанський райком КП(б)У. Його діяльність було призупинено у червні 1940 року, а відновлено у жовтні 1944 року. У жовтні 1952 року перейменовано на Новострілищанський райком КПУ. Ліквідовано його у 1959 році у зв'язку з входженням території району до складу Ходорівського району. Райком складався з наступних структурних підрозділів: Бюро (загальний відділ), організаційно-інструкторський відділ (з 1949 р. — відділ партійних, профспілкових та комсомольських організацій), сектор партійної статистики, відділ пропаганди i агітації, сільськогосподарський відділ, військовий відділ, відділ по роботі серед жінок, відділ кадрів.

## Репресії та боротьба з українським підпіллям
29 серпня 1945 року у селі Бориничі було проведено масову облаву в ході якої було затримано 137 осіб, потім 117 з них було відпущено як неправильно затриманих. У результаті матеріали на старшого оперуповноваженого райвідділу НКВС Тіхомірова було передано у військовий трибунал, а начальнику районного відділу НКВС Дубкову оголошено догану. Так само НКВС жорстоко розправлявся з тими, хто ухилявся від служби у Червоній армії. Зокрема 1 вересня 1945 працівники райвідділу НКВС в селі Грусятичі за ухиляння від призову до Червоної Армії з 1944 затримали і вбили громадянина Вереса Й. М., 1922 року народження, а потім пограбували все майно його сім'ї (меблі, постіль, сіно, збіжжя, худобу, птицю, вози, взуття)
У жовтні 1947 — за даними обкому КП(б)У, перший секретар райкому КП(б)У Філімонов і голова райвиконкому Короленко у серпні 1945 і жовтні 1946 надуживали своїм становищем (міняли худобу на автомобілі, примушували забезпечувати себе харчами безкоштовно), узимку 1946–1947 брали сіно для своїх потреб у громадах сіл Дев'ятники, Бориничі та інших. Уповноважений райкому КП(б)У Лотоцький при закупівлі хліба в селі Голдовичі побив кількох селян. Начальник райвідділу НКВС Дубков за розвал роботи, пияцтво, порушення законності виключений з КП(б)У і відчислений з МВС. Новий начальник райвідділу НКВС Куксенко побив у селі П'ятничани голову сільради Махиню. Районний прокурор Завадовський при виселенні сімей «бандпособников» привласнив частину їхнього майна
На початку 1946 року в Новострілищанському районі вивезено 42 родини.

## Районна преса
У районному центрі смт. Нові Стрілища виходила районна газета «Сталінське слово».

## Зміни в адміністративній структурі району
Одразу після входження території Галичини до складу УРСР адміністративні райони та окремі міста зберегли свої польські назви, однак згодом ці назви було уточнено. Зокрема Указом Президії Верховної Ради УРСР від 15 серпня 1944 року селище Стреліски-Нови перейменовано на Нові Стрілища а Новостреліський район на Новострілищанський. Також у повоєнні роки спостерігалась тенденція до об'єднання та укрупнення сільрад, зокрема у жовтні 1957 року було об'єднано деякі сільради у Новострілищанському районі.

## Села Новострілищанського району
Села, які входили до складу Новострілищанського району зараз в основному належать до Жидачівського району. Серед них є П'ятничани, Голдовичі, Бориничі.

## Новострілищанський район в адміністративній структурі ОУН
Адміністративно-територіальний поділ, який застосовувався в ОУН та УПА суттєво відрізнявся від офіційного, радянського. Так Новострілищанський район входив до складу Бібрецького надрайону Рогатинської округи Львівського краю ОУН.

## Діяльність ОУН та УПА на території Новострілецького району
Новострілищанський район був одним із теренів, де активно діяло українське підпілля, у тому числі збройне. Зокрема 17 грудня 1944 року відділ УПА «Верховинці» здійснив напад на районний центр Дрогобицької області Нові Стрілища.
А вже 4 квітня 1945 року на шляху Ходорів — Нові Стрілища повстанці напали на спецзв'язок та викрили 34 таємних пакети, забрали з собою фельд'єгеря, стрільця ВОХР та їздового.

## «Лента за лентою»
Саме у Новострілищанському районі була написана одна з найвідоміших повстанських пісень «Лента за лентою». На постою біля села Дев'ятники командувач боївкою Служби безпеки ОУН М. Сорокаліта написав слова до яких кущовий провідник ОУН у західній частині Новострілищанського району Василь Миколайович Заставний тут же підібрав мелодію.